# Nako Motohashi
Nako Motohashi (10 de outubro de 1993) é uma jogadora japonesa de basquete profissional que atualmente joga pelo Haneda Vickies da Women's Japan Basketball League.
Ela conquistou a medalha de prata nos Jogos Olímpicos de Verão de 2020 com a seleção do Japão.